# Platja de Mónsul
La platja de Mónsul, coneguda comunament com a cala de Mónsul o simplement Mónsul, és una platja de la província d'Almeria que es troba al municipi de Níjar, a uns 4 km del centre de la localitat de San José. És una de les més conegudes i apreciades de la costa d'Almeria. És característica per la Peineta (penya-segat rocós en forma de cresta d'onada) d'origen volcànic creada fa milions d'anys i la seva duna.
Pascual Madoz la denomina platja de Mónsul al seu Diccionario geográfico-estadístico-histórico de España y sus posesiones de Ultramar (Diccionari geogràfic-estadístic-històric d'Espanya i les seues possessions d'Ultramar).

## Localització de les pel·lícules
S'hi han rodat escenes de pel·lícules molt conegudes a nivell internacional com: Indiana Jones i l'última croada, a la mítica escena en Henry Jones Sr. (interpretat per Sean Connery) destrueix un avió de caça alemany nazi espantant les gavines amb un paraigua, Antoni i Cleòpatra, La història interminable, Les aventures del baró Munchausen, Bwana, Parli amb ella, anuncis publicitaris de la Junta d'Andalusia, així com el primer videoclip de David Bisbal Ave Maria o Tourner la page de la cantant Zaho.

## Accés
De vegades per accedir a aquesta platja ia la platja dels Genovesos s'accedeix amb cotxe propi, però a l'estiu (juliol i agost) els aparcaments es col·lapsen, per la qual cosa s'estableixen les mesures següents:
- És possible accedir amb cotxe, sempre que hi hagi aparcament disponible (quan no n'hi ha, no és possible passar), o esperant al migdia quan tornen a obrir la barrera, hi ha places reservades per a minusvàlids. L'horari d'obertura en aquest cas és de 08:00 -11:00, de 14:00 - 16:30 i de 18:30 a 20:00. Està tancat l'accés de 11:00 a 14:00 i de 16:30 a 18:30.

- Entrar a l'aparcament del restaurant la fàbrica, situat a l'alçada de genovesos, costa 5 euros, que són descomptats del compte si consumeixes al restaurant.

- Es posa en marxa un autobús des del poble de Sant Josep cada 30 minuts.

- Es permet accedir caminant o amb bicicleta de forma gratuïta.

- Encara que té un ambient familiar als mesos de juliol i agost, a la cala de la dreta és d'ús nudista.

## Galeria d'imatges

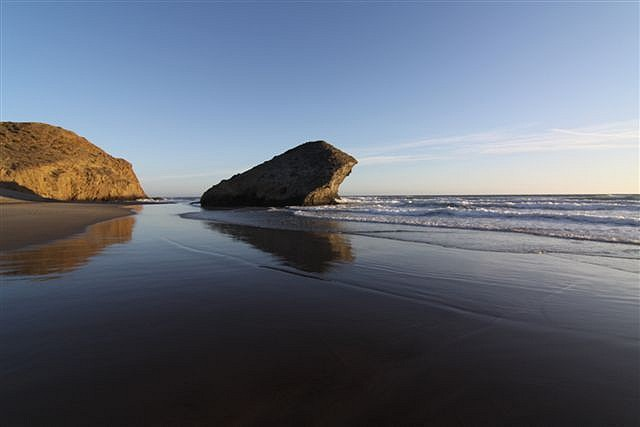
Platja de Mónsul.
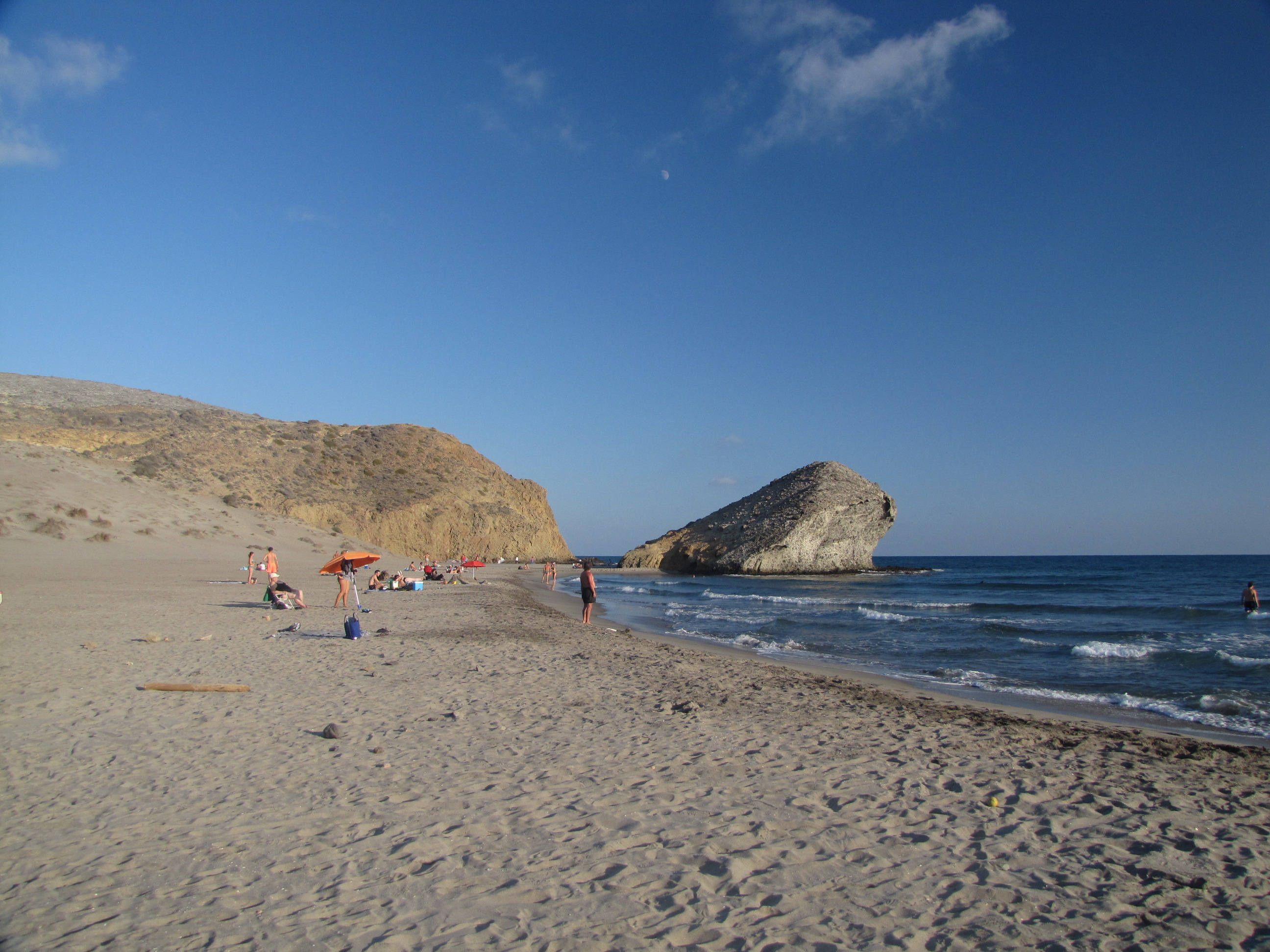
Platja de Mónsul.
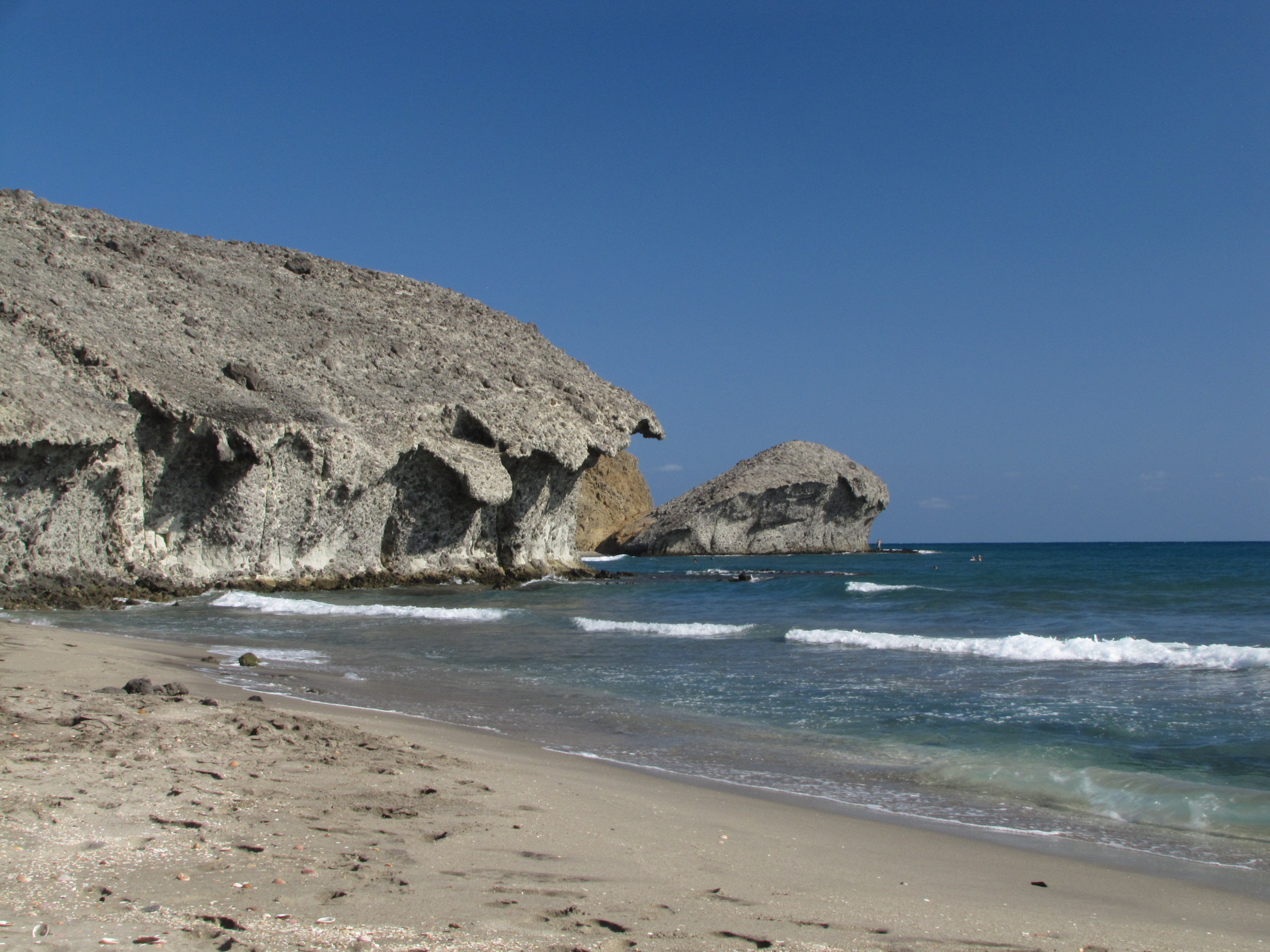
Platja de Mónsul.
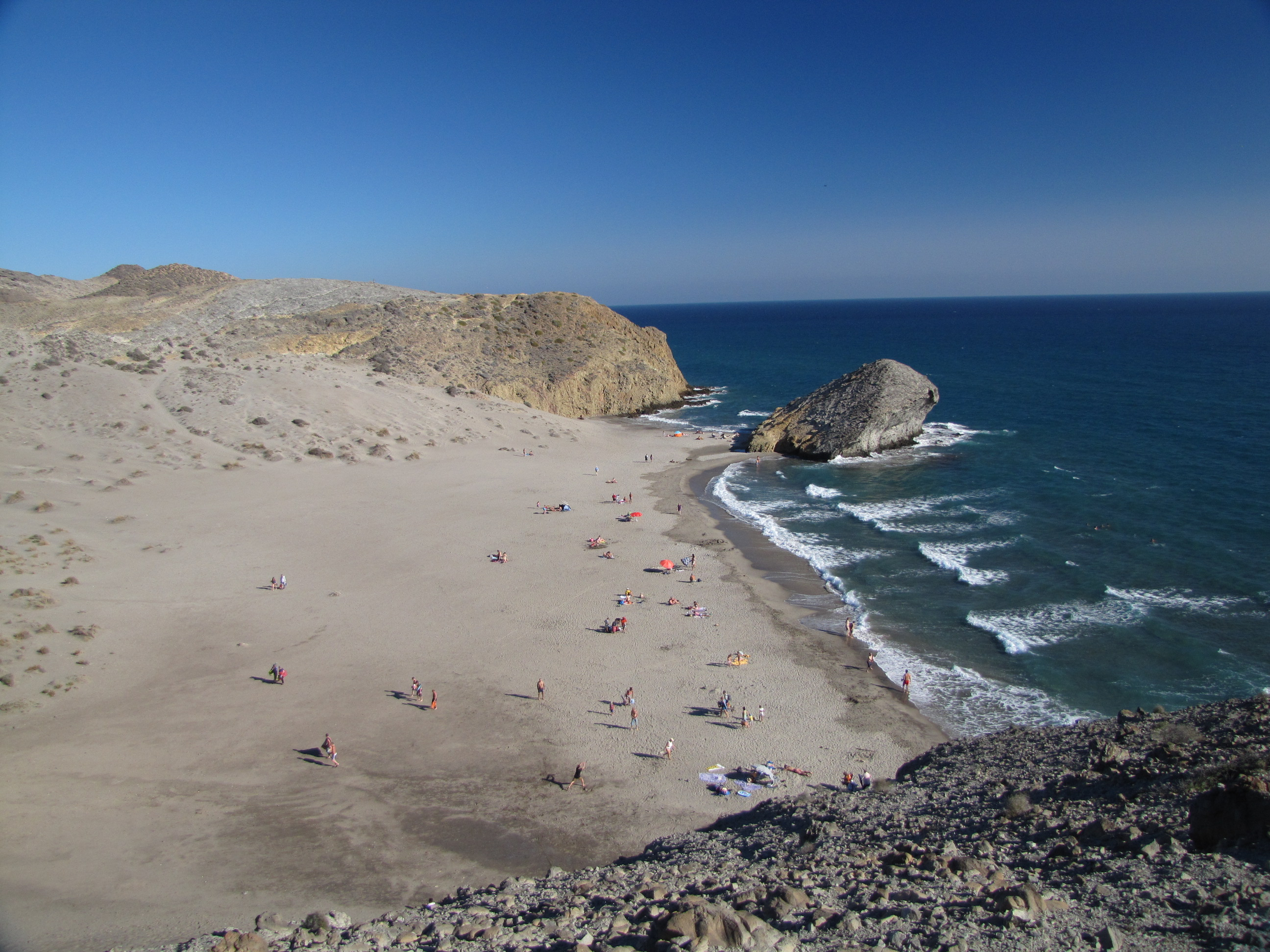
Platja de Mónsul.
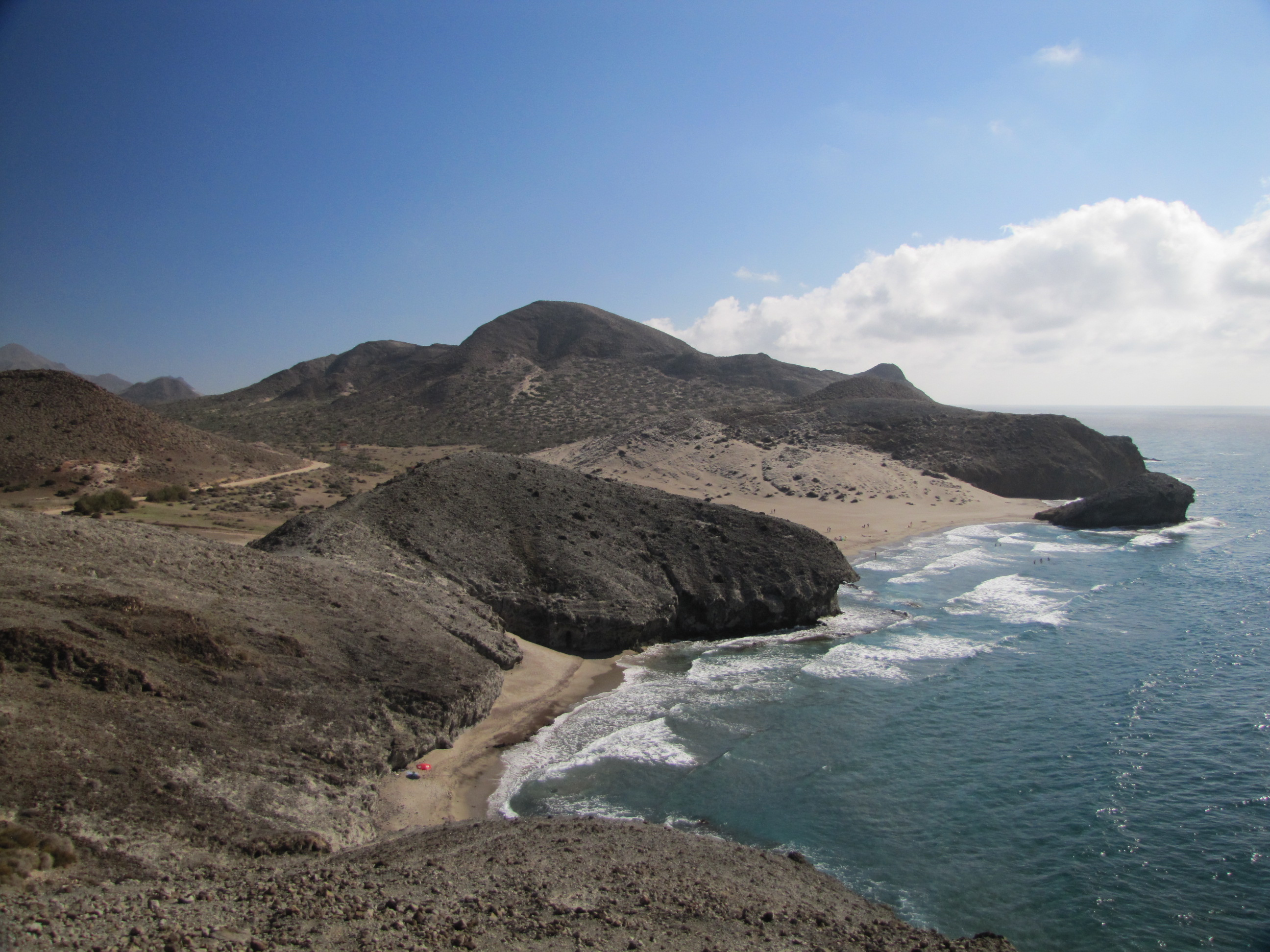
Platja de Mónsul.